# Pilgrim (Luftschiff)
Die Pilgrim (dt.: Pilgerer) war ein in den USA gebautes ziviles Prallluftschiff der Goodyear Tire & Rubber Company aus dem Jahr 1925. Das eher kleine dem Goodyear Pony Blimp nachfolgende Luftschiff wurde vor allem zu Beginn auch als „Sportluftschiff“ oder eine Art Luftyacht mit Assoziationen zum Nutzwert entsprechender Boote betrachtet. Es sollte den Grundstein für eine vollkommen neue Luftfahrzeugklasse legen. Vor allem für Rundfahrten und Werbezwecke genutzt, war die „Pilgrim“ dann das erste Luftschiff der traditionsreichen Goodyear-Werbe-Blimp-Flotte. Sie wird wegen ihrer wegweisenden technischen Auslegung häufig als Urvater des modernen Prallluftschiffs bezeichnet.

## Geschichte
Die Jungfernfahrt noch mit Wasserstoff als Traggas fand in Akron/Ohio am 3. Juni 1925 mit dem Piloten Jack Yolton statt. Die erste Fahrt mit Helium erfolgte am 17. Juli. Die Taufe fand am 18. Juli 1925 in Akron/Ohio statt. Taufpatin war Mrs. P. W. Litchfield, die Frau des Goodyear-Vizepräsidenten, der das Luftschiff in Auftrag gegeben hatte.
In einigen zeitgenössischen Veröffentlichungen wird das Luftschiff als „weltkleinstes Luftschiff“ bezeichnet, obwohl es bereits zuvor deutlich kleinere Konstruktionen (inkl. dem Pony Blimp) gab. Der Vergleich dürfte vor allem vor dem Hintergrund der damals präsenten Starrluftschiffe „USS Shenandoah“ und „USS Los Angeles“ entstanden sein, die in den Medien gerne zum Größenvergleich herangezogen wurden.
Für Einsätze von verschiedenen Plätzen aus wurde gleich zu Beginn auch ein mobiler Ankermast beschafft. Man dachte dabei u. a. auch an Golfclubs und Yachthäfen.
Am 29. Oktober 1925 war Commander J. H. Klein, der Executive Officer auf dem US-Marine-Starrluftschiff „ZR-3 USS Los Angeles“ zu Gast in Akron. Dabei wurde er auch zu einer Rundfahrt mit der „Pilgrim“ eingeladen.
1927 wurde eine Radiosendung von der „Pilgrim“ ausgestrahlt, die als erste Radiosendung aus einem Luftschiff heraus bezeichnet wurde. Der Reporter Graham McNamee nutzte einen tragbaren 70-m-Kurzwellen-Sender um von seiner Luftschifffahrt live zu berichten. Das Signal wurde von dem Radiosender WADC in Akron aufgefangen und dann über ein 390-Meter-Signal ausgestrahlt.
Schon zu dieser Zeit kamen Ideen auf, kleine Luftschiffe als Zubringer von Flughäfen in die Innenstädte zu nutzen. Sie waren damals die einzigen Fluggeräte, die in der Lage waren Lasten und Personen auf Hausdächern abzusetzen, was die „Pilgrim“ bereits ohne große Schwierigkeiten praktisch bewiesen hatte. Auch die sehr viel bessere Eignung für die Luftbildfotografie wurde immer wieder herausgestellt.
Ein Einsatz der „Pilgrim“ zu Weihnachten bestand darin den Weihnachtsmann zu transportieren und Geschenke über Akron abzuwerfen.
1929 wurde berichtet, vom Akron Municipal Airport aus Passagiere mit Luftschiffen befördert werden. Die Goodyear Zeppelin Cooperation führte damals jeden Samstag und Sonntag Rundfahrten mit seinen drei dort stationierten Luftschiffen, der „Pilgrim“, der „Puritan“ und der „Mayflower“ durch. Die 35-Meilen-Trips über Akron kosteten 10 US-Dollar pro Ticket.
Die „Puritan“, die 1928 als zweites Luftschiff zur entstehenden Goodyear-Flotte stieß, wurde oft als Schwesterschiff der „Pilgrim“ bezeichnet, stellte technisch gesehen jedoch eine deutliche Weiterentwicklung dar.
Die „Pilgrim“ wurde am 30. Dezember 1931 außer Dienst gestellt. Bis dahin hatte sie 4.765 Fahrten durchgeführt, 5.355 Passagiere befördert, war 2.880 Stunden in der Luft gewesen und hatte dabei eine Strecke von 153.000 Kilometern (95.000 mi) zurückgelegt.

## Konstruktion
Auch wenn sie im Einzelnen nicht neu waren, so vereinte die „Pilgrim“ viele Eigenschaften und technische Lösungen, die zum Standard für Prallluftschiffe werden sollten.
Dazu zählt beispielsweise die Heliumfüllung. So war es erst durch Freigabe des Kongresses im Jahr zuvor möglich, Produktionsüberschüsse der staatlichen Heliumproduktion für kommerzielle Zwecke zu nutzen. Während einige wenige US-Militärluftschiffe, wie beispielsweise C-7 oder die USS Shenandoah bereits Helium als Traggas enthielten, kam es bei der „Pilgrim“ erstmals bei einem zivilen Luftschiff zum Einsatz.
Das Luftschiff verfügte über eine rundum geschlossene stromlinienförmige Kabine, die direkt unter dem Auftriebskörper an sogenannten Vorhängen innerhalb der Hülle befestigt war. Bei vielen anderen Luftschiffen dieser Zeit hing eine offene Gondel frei an Seilen, die außen an der Hülle befestigt waren, unter dem Auftriebskörper. Die Kabine der „Pilgrim“ bot mit ihren vier Plätzen Raum für den Piloten, einen Maschinisten und zwei Passagiere.
Der Motor mit Druckpropeller war am hinteren Ende der magnesiumbeplankten Stahlrohrkabine befestigt. Das Triebwerk konnte so auch vom Inneren aus erreicht werden.
Das Fahrwerk bestand aus einer einfachbereiften um eine senkrechte Achse frei drehbare Rolle unter der Gondel. Ein Merkmal, das später ebenfalls einen Quasi-Standard in der Luftschifffahrt darstellt. Auf frühen Veröffentlichungen zum Luftschiff ist das Fahrwerk noch nicht zu sehen.
Der Ankerpunkt der „Pilgrim“ befand sich etwa auf halber Strecke zwischen Bugspitze und Gondel an der Hülle.

## Verbleib
Die Gondel wurde der Smithsonian Institution und damit dem angegliederten National Air and Space Museums geschenkt, wo sie mit der Inventarnummer A19330024000 gelistet ist. Sie ist (Stand 2016) im Boeing Aviation Hangar room im Steven F. Udvar-Hazy Center in Chantilly/Virginia ausgestellt.

## Technische Daten

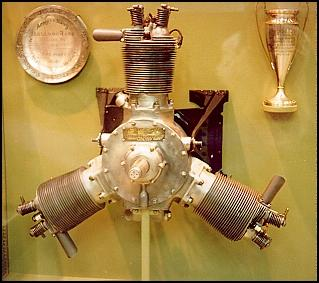
Ein Flugmotor der Baureihe Lawrance L-4

Je nach Quelle differieren die einige der Werte, jedoch mit geringen Abweichungen untereinander.
- Länge: 33,5 m (110 ft[4])
- Höhe 13,7 m (45 ft[4])
- Traggasvolumen: 1416 m³ (50.000 cft[4]) Helium (anfangs Wasserstoff)
- Ballonett: ca. 390 m³ (13750 cft)[11]
- Leitwerk: kreuzförmig je zwei vertikalen und horizontalen Stabilisierungsflächen; nur die untere der beiden vertikalen Fläche besaß ein Seitenruder; beide horizontale Flächen verfügten über je ein Höhenruder.
- Antrieb:
  - ein Lawrence L-4 Dreizylinder-Sternmotor mit 44 kW (60 PS) und
  - ein Reed-Vierblattpropeller mit ca. 2 m Durchmesser (6 ft, 5 in)[11]
- Höchstgeschwindigkeit: ca. 96,5 km/h (60 mph)[4]
- Reichweite ca. 530 km (330 mi) bei voller und ca. 845 km (525 mi) bei halber Leistung[11], was etwa 64 km/h (40 mph)[5] entsprach
- Passagierkapazität: 3